# Eponalia
Eponalia: 18 dicembre, secondo giorno dei Saturnali, gli antichi romani celebrano gli Eponalia, una festa che è stata dedicata a Epona, la potente celtica Dea Madre e Patrona di cavalli, asini e altri animali.

## Descrizione
Il suo nome significa Mare Divino, è stata anche associata con la Terra e la fertilità, rinascita e abbondanza. La sua cornucopia e il cesto di frutta che portava, ci forniscono ulteriore supporto per il suo ruolo come dea della fertilità.
Di solito è rappresentata come una giovane dea con un cavallo, venerato nel mondo celtico per la sua bellezza, velocità e coraggio. Le rose erano importanti per celebrare la divinità, e il fiore, i suoi germogli e ghirlande sono stati spesso usati per simboleggiare la dea.  Quando le persone hanno voluto offrire frutta in onore di Epona, avrebbero scelto una mela. Molte volte, il cesto di frutta era considerato come una delle migliori offerte.
Quando gli ufficiali della cavalleria romana seppero di lei, l'hanno adottata come protettrice della loro cavalleria.  Hanno messo statue di lei nelle loro stalle e stabilito una festa ufficiale in suo onore ogni anno il 18 dicembre.  Lei è l'unica divinità celtica ad avere questo onore, il motivo probabile per cui i Romani la adottarono è proprio per il loro amore per i cavalli.